# 杨宝森
杨宝森（1909年10月9日—1958年2月10日），字锺秀，京劇演員，工生行。原籍安徽合肥，祖居北京。
曾祖父杨贵庆工刀马旦。祖父杨桂云，藝名朵仙，是清朝末年与谭鑫培同时代的著名京剧演员，为“四喜班”的著名花旦，其长子杨孝亭，艺名小朵，亦演花旦；次子杨孝方（毓麟），艺名幼朵，长于武生，兼工铜锤花脸，中年因病退离舞台。杨宝森系孝方的长子，堂兄杨宝忠（孝亭之子）为著名琴师。

## 生平
杨宝森秀逸拔俗，温文尔雅，谦逊好学，肯于钻研，他的书法、绘画俱见功夫。他自幼喜爱京剧老生行当，而未能依从其祖父让他继学旦角之愿。杨宝森幼年师事裘桂仙，开蒙学戏，练习毯子功，后拜鲍吉祥学习老生，宗余派。他10岁左右便“带艺搭班”，长期在俞振庭的斌庆社求艺并演出。
童年时期嗓音明亮，12-13岁时专攻余派，16岁时演出《打渔杀家》。他还在《上天台》中饰演过刘秀，《断密涧》中饰演过王伯党。在《珠帘寨》“收威”中的起霸，功架一丝不苟。偶尔演出的《定军山》、《阳平关》、《战太平》等戏，也博得北京、上海等地观众的赞赏。在此时期，他所演的《捉放曹》、《击鼓骂曹》、《洪羊洞》、《失街亭、空城计、斩马谡》、《桑园寄子》、《卖马》、《碰碑》、《汾河湾》等剧，有“小余叔岩”之称。在他童年时期就擅长演出《文昭关》一剧，与于连泉合作时间较长，也曾佐程砚秋、荀慧生演出。
青年时期，因身体关系，使得变声期拖长，因此曾有一较长时期的休养未登舞台。在此期间，他坚持练功、吊嗓、习字、绘画、练琴，潜心研习余派的演唱技巧。杨宝森虽未正式拜在余叔岩门下，但遇有机会便登门求教。他多方求师访友，拓宽学习之路，曾得到名师陈秀华及堂兄杨宝忠的许多指点，他曾向名票、余派研究家张伯驹先生问艺，也曾向王凤卿、王瑶卿求教。当其健康得到恢复而重登舞台时，他在唱、念及表演等方面，都有了明显的长进。在继承余派艺术的基础上，他根据本人倒仓后的嗓音条件，并结合多年的艺术实践、创出一种崭新的唱法，自成一家。
在20世纪30年代末，他与马连良、谭富英、奚啸伯并称“四大须生”。1939年，他曾组织宝兴社挑班演出。在20世纪50年代，其艺术造诣日臻完美，杨派艺术渐渐流行。
杨宝森曾任天津市京剧团团长，其门徒和追随者有汪正华、梁庆云、马长礼、李鸣盛、蒋慕萍、程正泰、朱云鹏、叶蓬等人。 

## 风格
杨宝森的演唱，颇具余派稳健含蓄、韵味醇厚的特点，在吐（咬）字、发声、行腔等方面的技巧，也体现了余派那种“刚柔相济”、“曲中有直”、“圆而不滑”、“平中见奇”的艺术特色。然而，在倒仓后其歌喉拙于立音，声音发出时爆发点位置偏低，且带沙哑之音，表现不出余派的脑后音，听来感觉宽厚有余而尖音不足，而且缺少清脆、刚亮之音。对此，杨宝森能扬长避短，就玉塑型，充分利用自己嗓音偏低、音域宽广、嗓子坚韧耐久、胸腔共鸣较好的长处，竭力调动鼻音，使声音听起来不觉干涩，并且其头腔的共鸣使用得当，泣音的运用也收到良好效果。至于“绷音”、“衬音”、“闷音”、“趴音”以及大幅度的“擞音”，在他的唱法当中也表现得非常明显，尤其是“水擞”、“疙瘩腔”、“哭腔”的运用十分巧妙。各种演唱技巧配合得当，使其声音甜美隽永，柔和圆润，宽畅饱满。他以那醇浓的韵味、低回婉转的旋律及稳健的节奏来表现苍凉、悲哀、凄惨、沉郁的感情，有很好的艺术效果。杨宝森重视四声的运用和喷口的展现，以及复音字的字头、字腹、字尾的处理，收声、归韵十分讲究。他吐字坚实有力，实中有虚而不轻飘，使得每个字、每个音听起来都十分饱满、醇厚。他在唱腔处理方面更有新意：高低音的变化幅度虽然不大，但是把抑扬、强弱、虚实、大小等种种关系表得错落有致、柔中见刚，其旋律与节奏舒展流畅，气口处理巧妙得当，有时一气呵成，声情并茂，振奋人心。
杨宝森的演唱注重从人物性格出发，在他的代表作中，许多剧中人物的音乐形象和舞台形象都十分出色，如：《伍子胥》中悲愤、落魄的伍员，《杨家将》中大义凛然的杨继业和正直、机智的寇准，《失街亭、空城计、斩马谡》中足智多谋的诸葛亮，《击鼓骂曹》中傲然不屈的祢衡，《洪羊洞》中忠心为国的杨延昭以及《捉放宿店》中悔恨交加的陈宫等等，都给人们留下了深刻的印象。杨派艺术所以能取得很大成就与其密切的文武场面上的配合是分不开的：常为余叔岩司鼓的杭子和与名琴师杨宝忠，都是宝森亲密的合作者。